# Bataillon de transmissions (États-Unis)
Les bataillons de transmission (ou radio batalion) sont des unités de renseignement sur les signaux tactiques (SIGINT) du Marine Corps Intelligence crée en 1987. Il existe actuellement[Quand ?] trois bataillons SIGINT opérationnels dans l'organisation du Corps des Marines des États-Unis: les 1er, 2e et 3e. Dans les opérations de flotte, les équipes des bataillons radio sont le plus souvent attachées à l'élément de commandement des unités expéditionnaires marines (MEU).

## Concept
Un bataillon radio se compose principalement d'opérateurs de renseignement des signaux et de renseignement électronique (SIGINT et ROEM) organisés en unités tactiques plus petites ayant des rôles différents. Les équipes de collecte de base sont composées de 4 à 6 opérateurs utilisant un équipement spécialisé basé sur des HMMWV. Le MEWSS (Mobile Electronic Warfare Support System), qui est un véhicule blindé léger amphibie équipé d'un équipement de guerre électronique similaire, en est une variante en service depuis 1989. Les équipages du MEWSS jouent un double rôle d'opérateurs de guerre électronique et d'équipiers de VBL. Les pelotons de reconnaissance radio jouent un rôle d'opérations spéciales où l'utilisation d'équipes de collecte standard n'est pas possible, comme les infiltrations secrètes ou la récupération tactique des aéronefs et du personnel (TRAP).

## Histoire
En juin 1943, le 2e Peloton du renseignement radio est activé au Camp Elliott, en Californie. L'unité a participé à la bataille de Guadalcanal et à la bataille de Peleliu. Le 3e peloton de renseignement radio a également été formé en juin 1943 et a participé aux batailles de l'atoll de Kwajalein et d'Okinawa. De la Seconde Guerre mondiale au début des années 1960, diverses unités ont effectué des interceptions radio, passant de peloton à compagnie et, en 1964, au 1er Bataillon radio. Des sous-unités du bataillon ont été déployées au Vietnam de 1965 à 1975. Elles prirent part aux opérations y compris l'évacuation lors de la chute de Saigon. Au début des années 80, le 2e Bataillon radio faisait partie de la force multinationale de maintien de la paix à Beyrouth, au Liban. Plus récemment, des bataillons radio ont participé à l'opération Desert Storm, en Somalie, au Kosovo, à l'invasion de l'Iraq en 2003 et à l'opération Phantom Fury en 2004 à Fallujah. Les bataillons radio envoient également des détachements pour accroître les capacités de renseignement sur la base navale de Guantanamo Bay, à Cuba, et dans d'autres bases à travers le monde. 
En Afghanistan, les bataillons radio se sont révélés particulièrement efficaces contre les engins explosifs improvisés. 

## Organisation

### 1er bataillon de transmissions
Le 1er Bataillon SIGINT, réformé en août 2004, est basé au Marine Corps Base de Camp Pendleton, en Californie, et soutient la I Marine Expeditionary Force (I MEF). Le bataillon possède quatre compagnies: Alpha, Bravo, Charlie et H&S. Le 1er Bataillon SIGINT a d'abord été basé à la base du Corps des Marines d'Hawaï, dans la baie de Kāneʻohe, et a opéré à partir de là pendant plusieurs décennies jusqu'à ce qu'il soit transféré au Camp Pendleton. 

#### Chronologie et résumé des opérations
2e Peloton du renseignement radio
Le 1er bataillon radio a commencé comme 2e peloton de renseignement radio, activé pendant la Seconde Guerre mondiale le 14 juin 1943 au Camp Linda Vista, Camp Elliott, en Californie.   
En décembre 1943 il est transféré au théâtre du Pacifique. 
En janvier 1944 il participe à la bataille de Guadalcanal
Le 31 juillet 1944, il est affecté à la 1st Marine Division, Fleet Marine Forces. 
En août 1944 il déménage à Carolina Islands. 
En septembre 1944 il participe à la bataille de Peleliu. 
2e peloton de renseignement radio
Le 20 octobre 1944, il est renommé 2e peloton de renseignement radio. 
En novembre 1944 il déménage à Pearl Harbor, dans le territoire d'Hawaï. 
Le 8 mars 1945 il est désactivé. 
Le 24 mai 1945 il est réactivé à Wahiawa, territoire d'Hawaï. 
Le 28 septembre 1945 il est de nouveau désactivé. 
Après avoir été désactivé le 28 septembre 1945, le personnel a été affecté à d'autres pelotons d'interception radio, qui se trouvaient dans des stations de radio navales à Guam et en Chine. Ils y sont restés pendant une partie du début de l'occupation chinoise, et la plupart d'entre eux sont retournés aux États-Unis entre janvier et février 1946. 
1st Radio Company
Le 15 septembre 1958, l'unité est réactivé au Camp Smith, Territoire d'Hawaï en tant que 1st Radio Company. 
En juin 1959 elle déménage du Camp Smith à Kaneohe Bay, Marine Corps Air Station. 
1st Composite Radio Company
Le 8 septembre 1959, elle est renommée 1ère compagnie de radio composite. 
Le 2 janvier 1962 elle est déployée à Pleiku, Sud-Vietnam en tant que détachement 1 sous le commandement du capitaine John K. Hyatt, Jr. 
Le 17 septembre 1963 elle est renommée 1st Radio Company, Kaneohe Bay, Hawaii. 
1er bataillon radio
Le 14 juillet 1964 l'unité est renommée 1er bataillon radio, FMF à Kaneohe Bay sous le commandement du major Henry Vod der Heyde. 
En février 1967 elle est déployée à Danang, au Sud-Vietnam, en tant que sous-unité n°1. 
Le 1er mars 1969 la sous-unité 1 fusionne avec le 1er bataillon radio, FMF, au Camp Horn, Danang, Vietnam du Sud. 
En octobre 1970 des éléments (sous-unité n°2) aidèrent une unité de l'armée américaine à Udorn, en Thaïlande. L'unité remporta une citation à cette occasion. 
En avril 1971 elle est redéployée à la Marine Corps Station, Kaneohe, Hawaï. 
En avril 1971 la sous-unité 2 du 1er bataillon radio est désactivée et réintégrée dans le 1er bataillon radio, FMF, à Kaneohe, Hawaï. Le major LK Russell commandait la sous-unité 2 et le lieutenant-colonel Ed Resnick était le 1er commandant du bataillon radio. Peu de temps après, le LtCol John K. Hyatt, Jr. prit le commandement. 
En avril 1972 des éléments retournent au Sud-Vietnam en appui de la 9th Marine Amphibious Brigade sous le commandement du brigadier-général Miller à bord de l'USS Blue Ridge et d'autres navires de guerre. Plusieurs membres de l'unité reçurent le ruban "Action de combat" pendant cette période. 
Avril 1975 des éléments participent à des évacuations en Asie du Sud-Est. 
En mai 1975 des éléments participent à la récupération du SS Mayagüez.

#### Commandants de l'unité
1er lieutenant Marcus J. Couts 09112/0200 USMC 14 juin 1943 - 5 mai 1944 
Slt Walter C. Smith 010462/0225 USMC 6 mai 1944-27 janvier 1945 
2e lieutenant Jack Evans 043139/0225 USMC 28 février 1945 - 8 mars 1945 
Capt Marcus J. Couts 09112/0225 USMC 28 mai 1945-28 septembre 1945 
LtCol John K. Hyatt, Jr.? -1973 
LtCol Carl W. Kachaukas 1973-? 

#### Distinctions de l'unité
| Ruban | Décoration                                     |
|       | Navy Unit Commendation avec 1 étoile de bronze |
|       | Meritorious Unit Commendation                  |
|       | Army Meritorious Unit Commendation             |

| Streamer | Décoration                                    |
|          | World War II Victory Medal                    |
|          | Asiatic-Pacific Campaign Medal                |
|          | Vietnam Service Medal avec 2 étoiles d'argent |
|          | Croix de la Vaillance avec palme              |
|          | National Defense Service Medal                |
|          | Navy Unit Commendation                        |

### 2e bataillon de transmissions
Le 2nd Radio Battalion, également connu sous le nom de America's Radio Battalion, est le plus ancien Radio Battalion ayant été créé en tant que 1er Radio Intelligence Platoon, Signals Company, Headquarters Battalion, 1st Marine Division le 2 janvier 1943. Le 2nd Radio Battalion (officieusement connu sous le nom de RadBn) stationné au Marine Corps Base de Camp Lejeune, Caroline du Nord, soutient la II Marine Expeditionary Force (II MEF). Le bataillon se compose de trois compagnies d'opérations et d'une compagnie de quartier général et de soutien.  
La compagnie Alpha comprend les éléments d'opération et de contrôle (OCE) 1 et 2 et un centre de contrôle et d'analyse des opérations (OCAC).  
La compagnie Bravo est chargée de soutenir les 22e, 24e et 26e Marines Expeditionary Units (MEU). Cette compagnie fournit des équipes de collecte et d'analyse et dispose également d'équipes MEWSS et d'équipes de reconnaissance radio.  
La compagnie Charlie a actuellement deux OCE et sert actuellement de peloton EAS (unité de fin de service) pour les Marines sur le point de sortir et de peloton d'entraînement pour les nouveaux Marines arrivant de l'école MOS.  
Le quartier général et la compagnie de support prennent en charge toutes les activités des compagnies Alpha, Bravo et Charlie selon les besoins.  

### 3e bataillon de transmissions
Le 3e Bataillon Radio, situé au Marine Corps Base de Hawaii à KANE ʻ Bay, trouve ses origines en 1943, avec la création du Peloton Intelligence Radio 3D. Plus récemment, depuis août 2003, le bataillon a joué un double rôle de soutien, à la fois des I et III Marine Expeditionary Force, y compris la fourniture du peloton de soutien des renseignements électromagnétiques pour la 31e Marine Expeditionary Unit. Après le retour des unités d'Irak en février 2006, le 3d Radio Battalion a commencé à se concentrer sur le soutien à la guerre mondiale contre le terrorisme, notamment en fournissant du personnel à SOCPAC en appui de l'opération Enduring Freedom - Philippines
En octobre 2008, le 3e Bataillon radio a été déployé dans le cadre du SPMAGTF-A dans la province de Helmand, dans le sud de l'Afghanistan, dans le cadre de l'arrivée des troupes de la FIAS et a participé à plusieurs opérations majeures, notamment la bataille de Now Zad ainsi que l'opération Khanjar. 

## Voir également